# لی سونگ ووک
لی سونگ ووک (کره‌ای: 이성욱؛ زادهٔ ۳ اکتبر ۱۹۷۹) بازیگر اهل کره جنوبی است. او به خاطر ایفای نقش در درام‌هایی همچون دوئل (۲۰۱۷)، مبهم (۲۰۱۸)، ۳۶۵: سال را تکرار کن (۲۰۲۰) و پیش‌بینی عشق و آب‌وهوا (۲۰۲۲) شناخته می‌شود.

## فیلم‌شناسی
- گزیدهٔ فیلم‌شناسی

### مجموعه تلویزیونی
| سال       | عنوان                   | نقش           | توضیحات               | منابع |
| --------- | ----------------------- | ------------- | --------------------- | ----- |
| ۲۰۱۶      | ذهن زیبا                | یو جانگ به    |                       |       |
| ۲۰۱۷      | مدیر خوب                | سانگ هیوک     |                       |       |
| ۲۰۱۷      | سایمدانگ، خاطرات درخشان | یو مین        |                       |       |
| ۲۰۱۷      | دوئل                    | گو بون سوک    |                       |       |
| ۲۰۱۸      | مبهم                    | اوه ده وونگ   |                       |       |
| ۲۰۱۸      | سرزمین ستارگان          | چوی مو جا     |                       |       |
| ۲۰۲۰      | ۳۶۵: سال را تکرار کن    | پارک سون هو   |                       |       |
| ۲۰۲۱–۲۰۲۲ | مون‌شاین                 | پارک سون هو   |                       |       |
| ۲۰۲۱      | دریای خاموش             | کیم سون       |                       |       |
| ۲۰۲۲      | پیش‌بینی عشق و آب‌وهوا    | اوم دوگ هان   |                       | [ ۱ ] |
| ۲۰۲۲      | وکیل وو خارق‌العاده      | هوانگ دو یونگ | حضور افتخاری (قسمت ۵) | [ ۲ ] |
| ن/م       | Chronicles of Crime     |               |                       | [ ۳ ] |

## جوایز و نامزدی‌ها
| مراسم جوایز         | سال  | دسته                       | نامزد / اثر          | نتیجه | منابع |
| ------------------- | ---- | -------------------------- | -------------------- | ----- | ----- |
| جوایز درامای ام‌بی‌سی | ۲۰۲۰ | بهترین بازیگر نقش مکمل مرد | ۳۶۵: سال را تکرار کن | برنده | [ ۴ ] |